# Кайъс
Кайъс (на английски: Kyuss) е вече несъществуваща стоунър рок банда, създадена в Палм Дезърт, Калифорния през 1987 г. от Джош Хом (китара), Джон Гарсия (вокали), Брант Бьорк (барабани) и Крис Кокръл (бас китара). След като издават през 1990 г. под името Сънс ъф Кайъс (на английски: Sons of Kyuss, Синовете на Кайъс) първия си ЕP (миниалбум), те наемат Ник Оливери и съкращават названието на бандата само на Kyuss. През следващите 5 години групата издава 4 пълнозаписни албума и един последен ЕР заедно с Queens of the Stone Age, която по онова време се състои изцяло от бивши членове на Kyuss. Бандата е смятана за една от основоположните за стоунър рока.

## Дискография
- Sons of Kyuss (1990)
- Wretch (1991)
- Blues for the Red Sun (1992)
- Welcome to Sky Valley (1994)
- ...And the Circus Leaves Town (1995)

## Членове
- Джош Хом – китара (1987–1995)
- Джон Гарсия – вокали (1987–1995)
- Брант Бьорк – барабани, перкусии (1987–1993)
- Крис Кокръл – бас китара (1987–1991)
- Ник Оливери – китара (1987–1988), бас китара (1991–1992)
- Скот Рийдър – бас китара (1992–1995)
- Алфредо Хернандес – барабани, перкусии (1993–1995)